# Antonio Sarnelli
Antonio Sarnelli, né à Naples le 17 janvier 1712 et mort à Naples en 1800, est un peintre italien qui fut actif dans le royaume de Naples.

## Biographie
Antonio Sarnelli est l'élève de Paolo de Matteis avec ses frères Gennaro et Giovanni. Outre de ce dernier, il s'inspire aussi de Luca Giordano et de Francesco Solimena. Sa première œuvre remonte à 1731.
Il travailla principalement pour des églises de Naples et de la Campanie, mais reçut aussi des commandes des Pouilles et de Calabre,. 

## Quelques œuvres
Grottaminarda
- Église Santa Maria Maggiore: L'Immaculée Conception (1766);
- Église Santa Maria Maggiore: Saint Jacques et saint Thomas adorant le Très Saint Sacrement (1766)[5].

Rocca San Felice.
- Église Santa Maria di Costantinopoli, Notre-Dame de l'Assomption avec saint Nicolas et saint Roch (1741)
- Église Sainta Maria di Costantinopoli (?), Notre-Dame du Rosaire avec saint Dominique et saint Vincent (1741)

Naples
- Église San Giuseppe dei Vecchi: Saint François Caracciolo (1771)

## Source de la traduction
- (it) Cet article est partiellement ou en totalité issu de l’article de Wikipédia en italien intitulé « Antonio Sarnelli » (voir la liste des auteurs).